# Joe Gallagher
Joseph Gerald Gallagher (nascut el 4 de maig de 1964) és un jugador i escriptor d'escacs britànic que també té nacionalitat suïssa.
A la llista d'Elo de la FIDE del maig de 2022, hi tenia un Elo de 2441 punts, cosa que en feia el jugador número 9 (en actiu) de Suïssa. El seu màxim Elo va ser de 2563 punts, a la llista de gener de 2000 (posició 212 al rànquing mundial).

## Biografia
Fill de pares irlandesos, forma part d'una família en què tots els germans juguen a escacs. Va jugar molts anys el circuit europeu d'escacs, fins que, en casar-se, va anar a viure a Neuchâtel, Suïssa.

## Resultats destacats en competició
D'entre els seus millors resultats en destaquen un empat al primer lloc a la segona edició del gran Obert d'escacs de Cappelle-la-Grande, el 1986,
Ha guanyat el Campionat d'escacs de la Gran Bretanya el 2001, i el Campionat d'escacs de Suïssa els anys 1997, 1998, 2004, 2005, 2007 i 2012.
Ha representat Suïssa en diverses competicions internacionals per equips, entre d'altres: a totes les Olimpíades d'escacs entre 1998 i 2008 i a totes les edicions del Campionat d'Europa d'escacs per equips des de 1997.
En Gallagher és un reputat autor de llibres d'escacs, especialment de teoria d'obertures; és un expert de la defensa índia de rei amb negres, i del gambit de rei amb blanques. Gallagher fou un dels quatre escriptors del popular llibre Nunn's Chess Openings (Everyman Chess 1999).

## Llibres
- Gallagher, Joe. Winning With the King's Gambit.  Batsford, 1992. ISBN 0-7134-6944-7.
- Gallagher, Joe. Beating the Anti-Sicilians.  Batsford/Henry Holt and Company, 1994. ISBN 0-8050-3575-3.
- Gallagher, Joe. The Sämisch King's Indian.  Batsford, 1995. ISBN 0-8050-3902-3.
- Nunn, John; Joe Gallagher. Beating the Sicilian 3.  Batsford/Henry Holt and Company, 1995. ISBN 0-8050-4227-X.
- Gallagher, Joe. Beating the Anti-King's Indians.  Batsford/International Chess Enterprises, 1996. ISBN 1-879479-36-2.
- Gallagher, Joe. The Trompovsky.  Chess Press, 1998. ISBN 1-901259-09-9.
- Gallagher, Joe. 101 Attacking Ideas in Chess.  Gambit Publications, 2000. ISBN 1-901983-20-X.
- Gallagher, Joe. The Magic of Mikhail Tal.  Everyman Chess, 2001. ISBN 1-85744-266-0.
- Gallagher, Joe. Starting Out: the Caro-Kann.  Everyman Chess, 2002. ISBN 1-85744-303-9.
- Gallagher, Joe. Starting Out: King's Indian.  Everyman Chess, 2002. ISBN 1-85744-234-2.
- Gallagher, Joe. Starting Out: The Pirc/Modern.  Everyman Chess, 2003. ISBN 1-85744-336-5.
- Gallagher, Joe. Play the King's Indian.  Everyman Chess, 2004. ISBN 1-85744-324-1.